# Тарвасту (волость)
Та́рвасту (ест. Tarvastu vald) — волость в Естонії, одиниця самоврядування в повіті Вільяндімаа з 19 грудня 1991 до 25 жовтня 2017 року.

## Географічні дані
Площа волості — 409 км2, чисельність населення на 1 січня 2017 року становила 3268 осіб.

## Населені пункти
Адміністративний центр — селище Мустла (Mustla alevik).
На території волості також розташовувалися 36 сіл (küla):
Анікатсі (Anikatsi), Ванауссе (Vanausse), Вейсьярве (Veisjärve), Вілімеесте (Vilimeeste), Вілла (Villa), Воору (Vooru), Вялусте (Väluste), Еммусте (Ämmuste), Калбузе (Kalbuse), Каннукюла (Kannuküla), Ківілиппе (Kivilõppe), Койду (Koidu), Курессааре (Kuressaare), Кярстна (Kärstna), Малтса (Maltsa), Мар'ямяе (Marjamäe), Метсла (Metsla), Миннасте (Mõnnaste), Муксі (Muksi), Пагувере (Pahuvere), Пирґа (Põrga), Пікру (Pikru), Порса (Porsa), Раассілла (Raassilla), Ріума (Riuma), Роосілла (Roosilla), Сое (Soe), Соовіку (Sooviku), Суйслепа (Suislepa), Таґамийза (Tagamõisa), Тарвасту (Tarvastu), Тіннікуру (Tinnikuru), Унаметса (Unametsa), Юленсі (Ülensi), Якобімийза (Jakobimõisa), Ярвекюла (Järveküla).

## Історія
19 грудня 1991 року Тарвастуська сільська рада перетворена у волость зі статусом самоврядування.
29 грудня 2016 року Уряд Естонії постановою № 173 затвердив утворення нової адміністративної одиниці — волості Вільянді — шляхом об'єднання територій трьох волостей: Колґа-Яані, Тарвасту й Вільянді. Зміни в адміністративно-територіальному устрої, відповідно до постанови, мали набрати чинності з дня оголошення результатів виборів до волосної ради нового самоврядування.
15 жовтня 2017 року в Естонії відбулися вибори в органи місцевої влади. Утворення волості Вільянді набуло чинності 25 жовтня 2017 року. Волость Тарвасту вилучена з «Переліку адміністративних одиниць на території Естонії».

## Персоналії
- Йоганнес Земпер (1892—1970) — естонський письменник та перекладач.